# Božidar
Božidar je moško osebno ime.

## Izvor imena
Ime Božidar je slovansko in je zloženo iz besed božji in dar. Po pomenu in sestavi mu je blizu ime Bogdan. Imenu Božidar ustrezata imeni Teodor, Jonatan in Matej.

## Različice imena
- moške različice imena: Boško, Bože, Božek, Božen, Boženko, Božič, Božimir, Božin, Božislav, Božko, Božo, Božoslav
- ženske različice imena: Božidara

## Pogostost imena
Po podatkih Statističnega urada Republike Slovenije je bilo na dan 31. decembra 2007 v Sloveniji število moških oseb z imenom Božidar: 1.830. Med vsemi moškimi imeni pa je ime Božidar po pogostosti uporabe uvrščeno na 115. mesto.

## Osebni praznik
V koledarju je ime  Božidar skupaj z imenoma Dorotej in Teodor; god praznuje 5. junija (Dorotej, mučenec, † 5.jun. 362), 19. septembra (Teodor, mučenec, † 19. sep. 690) ali pa 9. novembra (Teodor, mučenec, † 9. nov. 309).